# Hellraiser: Revelations
Hellraiser: Revelations (en español: Hellraiser: Revelaciones) es una película estadounidense de terror de 2011 escrita por Gary Tunnicliffe y dirigida por Víctor García. Es la novena película de la saga iniciada con el film Hellraiser.
La película fue producida y filmada en un curso de tres semanas en Los Ángeles porque Dimension Films se encontró con que si no ponía en el mercado otra película de Hellraiser perdería los derechos de la franquicia. Fue lanzada en un solo cine en California, el 18 de marzo.
Es la primera película de la saga donde el personaje de Pinhead no ha sido interpretado por Doug Bradley. El creador de la saga, Clive Barker, se desligó por completo de ella y dejó muy claro que no había tenido ninguna clase de participación en ella.

## Argumento
La historia inicia en el mundo de los cenobitas, donde Pinhead está terminando de adornar la cabeza desollada de un nuevo integrante de la orden clavando trozos de piel en su cráneo, mientras le explica cuán esencial es el dolor para trascender.
Steven Craven y Nico Bradley se escapan de casa y viajan a México, donde se filman participando en una fiesta de borrachos antes de desaparecer. Las autoridades mexicanas devuelven sus pertenencias a sus padres, incluida una grabación de vídeo realizada por Steven que documenta sus momentos finales y una caja de rompecabezas ornamentada.
Un año después, ambas familias se reúnen para cenar: Peter y Kate, los padres de Nico junto a Ross, Sarah y Emma, los padres y hermana de Steven. La tensión aumenta cuando Emma, hermana de Steven y novia de Nico, expresa su frustración por su falta de cierre y exige que su madre revele el contenido del video de Steven, que ha estado viendo obsesivamente en privado. Más tarde, Emma echa un vistazo a la cinta, que documenta a Steven y Nico recogiendo a una chica en un bar. Un flashback revela que Nico la asesinó mientras mantenían relaciones en el baño del bar y amenazó con implicar a Steven para obligarlo a continuar sus "vacaciones" juntos. Más tarde reciben La configuración del Lamento de un vagabundo, quien se la ofrece a Nico como una forma de experimentar nuevas experiencias.
Examinando las pertenencias de Steven, Emma encuentra el cubo y, cuando intenta manipularlo, Steven reaparece repentinamente cubierto de sangre. Las familias intentan llevarlo al hospital, pero descubren que están varados y el muchacho les advierte que los cenobitas están llegando, por lo que se atrincheran en la casa con una escopeta. Emma vuelve a manipular la caja, provocando una intensa excitación sexual por lo que intenta seducir a Peter y luego tiene una conversación profundamente íntima con su hermano en su habitación, llegando al punto de estar ambos dispuestos a intimar, pero cuando Steven le acaricia el pecho, Emma tiene una visión de cadenas y cuerpos mutilados. Poco después, Peter es asesinado por el mismo vagabundo. Steven luego baja las escaleras, se apodera de la escopeta y hiere a su padre antes de apuntar al resto de la familia.
Otro flashback revela que Nico resolvió la caja del rompecabezas, abriendo un portal al reino de los cenobitas: entidades sadomasoquistas extradimensionales lideradas por Pinhead. Steven logró huir, pero Nico fue llevado al reino de los Cenobitas para ser sometido a torturas y mutilaciones extremas. Más tarde, mientras Steven tenía sexo con una prostituta, Nico logró comunicarse con él a través del cubo y convencerlo de matar a la prostituta para permitirle escapar del infierno, emergiendo sin piel y demacrado. Steven luego mató a varias prostitutas más para que su sangre recontruyera a Nico. Sin embargo, éste no logró regenerar su piel. Cuando Steven finalmente rechazó seguir matando, Nico lo mató a Steven y lo desolló. Al morir, Steven usó la caja del rompecabezas para contactar a los Cenobitas.
Se revela que el "Steven" que retiene a las familias como rehenes es realmente Nico con la piel de su amigo, que se burla de las familias y del deseo incestuoso que Emma siente por Steven. Nico revela que una de las razones por las que él y Steven escaparon de casa fue porque estaban enojados al descubrir que Ross y Kate eran amantes; posteriormente, le exige a Emma que resuelva la caja del rompecabezas. Cuando la muchacha abre el portal, Pinhead se manifiesta acompañado de su séquito de cenobitas, y mata a Kate por hablar sin permiso. Nico intenta negociar intercambiando su vida por la de Emma, mientras Pinhead nota que Emma tiene un oscuro deseo sexual que él admira. Sin embargo, se niega a hacer un trato ya que asegura que el muchacho se volvió incuestionablemente su propiedad al manipular la caja y para ellos intentar huir es un pecado que debe ser castigado de forma ejemplar, por lo que reclama a Nico para continuar torturándolo. Posteriormente, revela que el nuevo cenobita que los acompaña es Steven, quien ya no posee emociones ni consciencia humana, ya que aceptaron convertirlo al ver su deseo de venganza.
Cuando se llevan a Nico, Ross dispara y mata a Nico en un acto de venganza lo que desata la furia de los cenobitas por haber perdido a una víctima; Pinhead le recrimina a Ross su falta de autocontrol ya que permitirles llevárselo habría sido un castigo mucho peor y más duradero. Más allá de eso, han privado a los cenobitas de una víctima que les pertenecía y eso les da derecho a llevarse a otro como indemnización para torturarlo por la eternidad en lugar de Nico. Ross, moribundo y arrepentido, ofrece irse con ellos, pero Pinhead señala que lo perdonará ya que será un peor castigo la impotencia de ser el culpable de perder a otro miembro de su familia, tras lo cual se marchan llevándose a Sarah. 
Ross lamenta sus acciones y se disculpa con Emma; luego muere en los brazos de su hija, quien queda sola en la casa como única sobreviviente junto a la configuración del Lamento.

## Reparto
- Stephan Smith Collins como Pinhead
- Fred Tatasciore como Voz de Steven desollado/Voz de Pinhead
- Nick Eversman como Steven Craven
- Jay Gillespie como Nico Bradley
- Devon Sorvari como Sarah Craven
- Steven Brand como Ross Craven
- Tracey Fairaway como Emma Craven
- Sebastien Roberts como Peter Bradley
- Sanny Van Heteren como Kate Bradley
- Daniel Buran como el vagabundo
- Camelia Dee como la madre soltera mexicana
- Jolene Andersen como la chica cenobita
- Adel Marie Ruiz como la chica mexicana
- Sue Ann Pien como la prostituta

## Producción
Tras varios años de (supuestamente) estar preparando el remake de Hellraiser, The Weinstein Company decidió que en lugar de ello produciría una nueva secuela. La película fue anunciada oficialmente el 20 de agosto de 2010.
Gary J. Tunnicliffe, que había trabajado en los efectos especiales de la saga Hellraiser desde Hellraiser III: Hell on Earth fue elegido como guionista mientras que Victor Garcia (Return to House on Haunted Hill, Mirrors 2) fue contratado para dirigir.

### Casting
Se anunció que Doug Bradley, quien había interpretado a Pinhead en todas las películas anteriores de la franquicia, no volvería para interpretar al personaje.
En su lugar, se eligió a Stephen Smith Collins para remplazarlo. Durante el rodaje se filtraron algunas imágenes de Pinhead que provocaron una reacción mayoritariamente decepcionada por parte de los fanes. Ante ello, el director Victor Garcia dijo que no era así como se vería al personaje cuando la película estuviera lista.

### Rodaje
La película se rodó a lo largo de un período de tres semanas en Los Ángeles por Dimension Films.

## Lanzamiento
Hellraiser: Revelations fue lanzada en un solo cine de Los Ángeles el 18 de marzo de 2011. Fue lanzada directo al mercado doméstico por Dimension Extreme el 18 de octubre de 2011.

### Recepción
Las opiniones hacia Hellraiser: Revelations fueron, en su gran mayoría, negativas. En el sitio web Rotten Tomatoes tiene un porcentaje del 6% por parte de la audiencia (el porcentaje de la crítica especializada no se encuentra disponible). En FilmAffinity tiene una puntuación de 2.6/10. En IMDb, Revelations tiene una calificación de 2.8/10 con 1 estrella y media de 5.

## Secuela
Un décimo film para la serie titulado Hellraiser: Judgment fue anunciado para un estreno en 2017, aunque terminó lanzándose hasta 2018. La película fue escrita y dirigida por Gary J. Tunnicliffe y contó con Paul T. Taylor como Pinhead.